# 阿斯加德

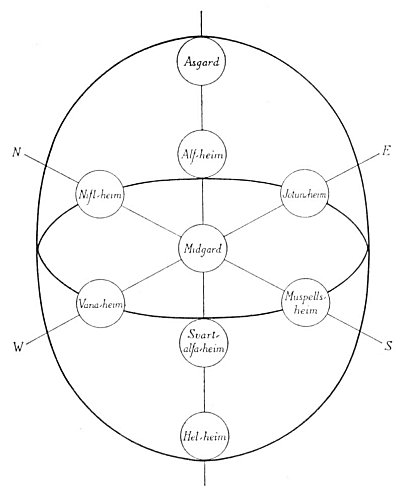
阿斯嘉在北欧神话世界中的位置

在北欧神话中，阿斯嘉（古諾斯语：Ásgarðr）是阿萨神族的地界，亦可稱作阿薩神域，又称天界乐园，所有尊奉奧丁為主神的神明都住在這裡。

## 簡介
据说阿斯嘉特和人类世界米德加爾特（Midgard）是分开的。不過，也有早期的研究者指出，阿斯嘉特很可能是座著名的城堡，而被誤以為是神的領域。
環繞著阿斯嘉特的城牆，據說是巨人親手打造的（經常被錯認為是霜巨人的傑作，其實是一位山巨人，真正的名字無人知曉），眾神与他打赌，只要他在六個月內將城牆建好，在他結婚當天就會收到華納神族的女神弗蕾亞擁有魔法的手作為報酬。為了避免巨人成功在约定时间内完成建造，邪神洛基化身成雌馬誘騙巨人的神駒斯瓦迪爾法利（神驹才是真正进行城墙建造的劳动力）。也因此，巨人並未能在赌约的時間完成工作，於是眾神拒絕給予其報酬。
海姆達爾是阿斯嘉特的守護者，為了肩負這樣的任務，諸神讓他擁有最好的眼睛，即使在黑夜中也可看到極遠。給他非常靈敏的耳朵，連草木、羊毛生長的聲音也可聽到，而且日夜不休息也不會疲憊。他還擁有一個名為「加拉爾」的警告號角。
艾達華爾平原位于阿斯嘉特的中心，是阿萨神族集合并讨论重要事件的地方。男性众神们在被称为“金宫”的大殿中会面，女神们则聚集在一个叫「梵格爾夫」的大殿中。除此之外，众神们每天还在世界之树下方的兀兒德之泉见面。

## 在虛構作品中
- 在电子遊戲《刺客信条：英灵殿》之中，作為可供探索的遊戲地圖之一。
- 漫威電影宇宙中，為某個宇宙星球。